# Kasjoeboom
De kasjoeboom, acajouboom of olifantsluisboom (Anacardium occidentale) is een tot 15 m hoge, laag vertakte, groenblijvende boom. Hij levert de cashewnoot.
Het oorspronkelijke verspreidingsgebied van de boom ligt in het Caribisch gebied en van Midden-Amerika tot in Noordoost-Brazilië. De boom werd al in de 16e eeuw door Portugese kolonisten van Amerika naar India en Mozambique gebracht. Het gewas wordt vanwege de vruchten wereldwijd in de tropen verbouwd, voornamelijk in India, Brazilië, Nigeria, Mozambique, Indonesië en Tanzania. De economie van het Afrikaanse land Guinee-Bissau is voor 95% afhankelijk van de export van cashewnoten. 

## Beschrijving
De bladstelen zijn 1-1,2 cm lang. De bladeren zijn afwisselend geplaatst, stevig-leerachtig, kaal, gaafrandig, omgekeerd breed-eirond, aan de basis afgerond of wigvormig en 10-20 × 7–12 cm groot. Door het blad loopt een lichtgekleurde hoofdnerf met meerdere lichtgekleurde, onder een wijde hoek afstaande zijnerven. De bloemen die mannelijk of tweeslachtig kunnen zijn, staan in eindstandige, losse, veelbloemige schermen. Ze bestaan uit vijf bleekgele, roze gestreepte, lijnvormige, 7–9 mm lange, teruggeslagen kroonbladeren en bij de tweeslachtige bloemen tevens uit één vruchtblad. Het vruchtblad wordt omgeven door tien meeldraden, waarvan er vaak meerdere steriel zijn. Er is één meeldraad die drie keer zo lang is als de andere en altijd fertiel is.

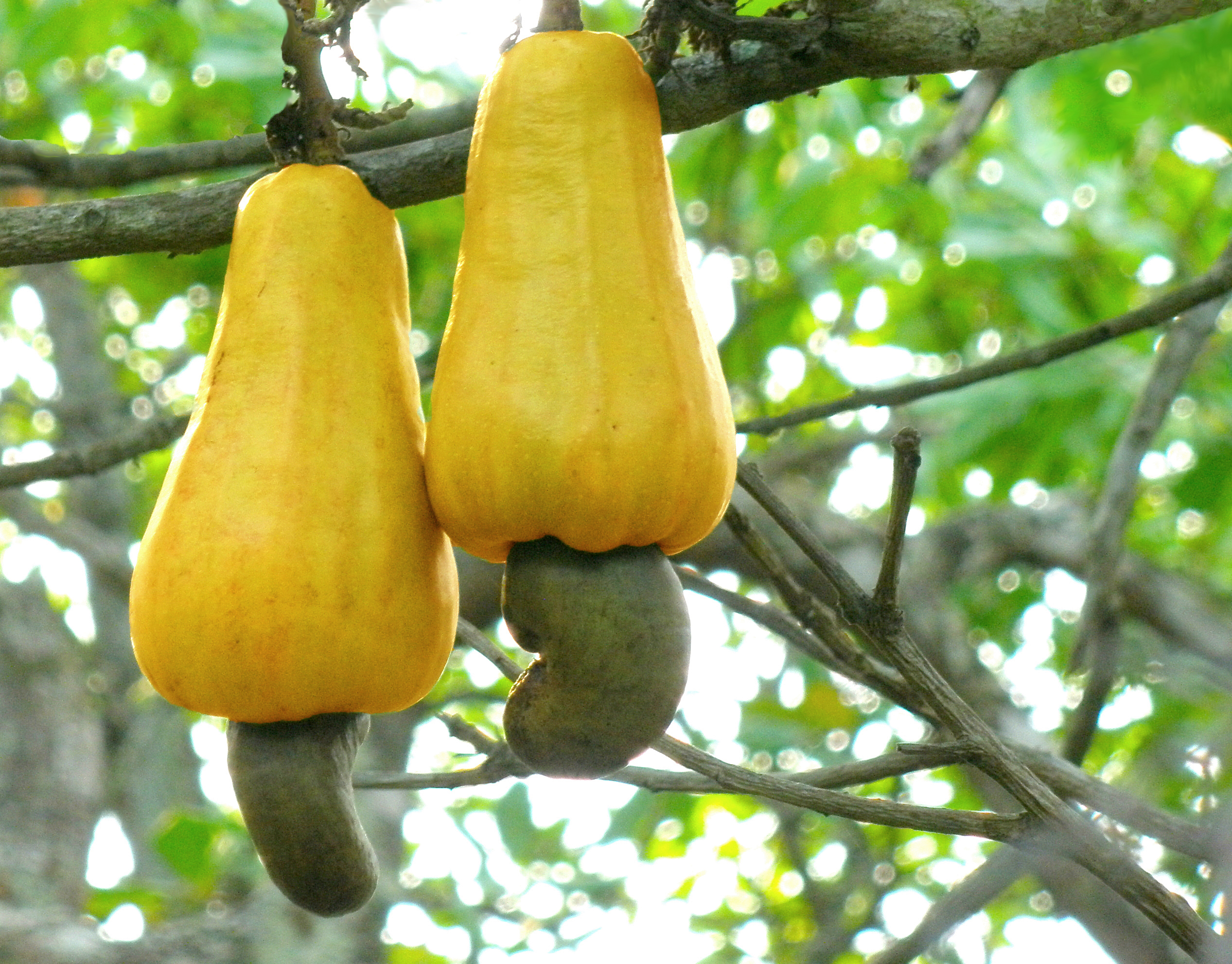
Schijnvrucht met daaronder de vrucht

De vruchtsteel van de kasjoeboom zwelt bij rijping sterk op en zit als een 5–10 cm grote, peervormige, geel- of roodschillige, zachtvlezige, sappige, aromatisch zoetzure, fruitig geurende schijnvrucht boven op de eigenlijke vrucht waarvan de cashewnoot de kern vormt. 

## Schijnvrucht
De schijnvrucht is in tegenstelling tot de vrucht niet giftig en kan direct rauw van de boom worden gegeten. Deze is vitamine C-rijk en kan ook worden gekookt en worden verwerkt tot jam, gelei of siroop. Van het zoetzure sap wordt frisdrank gemaakt en lokaal ook wijn (caju-wijn) en azijn. Omdat de vrucht na het plukken maar enkele dagen houdbaar is, wordt hij in tegenstelling tot de cashewnoot nooit geëxporteerd. Het sap wordt echter wel geëxporteerd en kan in West-Europa onder andere in Aziatische supermarkten worden gekocht.

## Vrucht
De vrucht is eenzadig, boon - of niervormig gekromd en lijkt qua vorm op de noot. De schil is houtig, grijsbruin en glad en bevat een scherpe, bijtende, giftige olie (cardol) die ernstige huidirritaties kan veroorzaken. De olie van de schil wordt in de volksgeneeskunde door indianen gebruikt als middel tegen wratten en likdoorns. Ook kan het worden gebruikt als houtbeschermingsmiddel tegen termieten. Ook dient het als industrieolie voor de fabricage van verven, lakken, lijmen, coatings, remvoeringen en koppelingsplaten. De olie wordt verkregen door stoomdestillatie, waarna de vrucht met de hand kan worden geopend om het zaad tevoorschijn te halen. De cashewnoot is de vetrijke, geelbruine kern van het zaad. Het zaad wordt gefrituurd of met hete lucht geroosterd en daarna geschild. De kern is rauw nog giftig, maar na verhitting is het smakelijk, voedzaam en bevat 45% vet en 20% eiwit. Het heeft een nootachtige, vrij zachte consistentie en een zoete smaak. Het kan eventueel gezouten of gesuikerd worden gegeten en in gebak en zoetwaren worden verwerkt.

## Wereldwijde productie
| Topproducenten van cashewnoot 2018 | Topproducenten van cashewnoot 2018 |
| Land                               | Productie (Mg=ton)                 |
| ---------------------------------- | ---------------------------------- |
| Vietnam                            | 2 663 885                          |
| India                              | 785 925                            |
| Ivoorkust                          | 688 000                            |
| Filipijnen                         | 228 612                            |
| Benin                              | 215 232                            |
| Tanzania                           | 171 455                            |
| Mali                               | 167 621                            |
| Guinee-Bissau                      | 150 934                            |
| Brazilië                           | 141 418                            |
| Indonesië                          | 136 402                            |